# Aglaophenia whiteleggei
Aglaophenia whiteleggei is een hydroïdpoliep uit de familie Aglaopheniidae. De poliep komt uit het geslacht Aglaophenia. Aglaophenia whiteleggei werd in 1888 voor het eerst wetenschappelijk beschreven door Bale. 